# Erik Svernling
Björn Erik Svernling, född 12 oktober 1987 i Forshälla, Uddevalla, är en svensk tidigare handbollsspelare (vänsternia).

## Karriär
Erik Svernling började sin handbollskarriär i GF Kroppskultur där han spelade till 2005. Han spelade sedan i IFK Skövde till 2012. Han hade spelat 90 matcher och gjort 368 mål i Skövde då en knäskada satte stopp för hans karriär.
Svernling spelade två landskamper och gjorde tre mål med U21-landslaget, i juli 2006 vid träningsturneringen Scandinavian Open i Göteborg.